# Шахтёр (фильм)
«Шахтёр» (словен. Rudar) — словенский драматический фильм 2017 года режиссёра Ханны Антонины Войцик-Слак, основанный на реальной истории боснийского шахтера, который мигрировал в Словению. Премьера картины состоялась 15 сентября 2017 года на Словенском кинофестивале, а 28 сентября — в кинотеатрах Словении.
Фильм вошёл в лонг-лист кинопремии «Оскар» в категории «Лучший фильм на иностранном языке».

## Сюжет
Действие происходит в 2009 году. Босниец Алия работает шахтёром в Словении уже более 30 лет. Из-за кризиса шахту должны закрыть. Руководство поручает Алие убедиться в том, что шахта пуста, прежде чем её продать. Однако он находит там скрытое доказательство массовой казни после Второй мировой войны, и информирует об этом полицию.

## В ролях
- Леон Лучев — Алия
- Борис Кавацца[словен.]
- Марина Реджепович
- Юри Хенигман
- Тин Марн
- Зала Джурич Рибич
- Николай Бургер
- Борис Петкович